# 斑疹傷寒
斑疹傷寒（英語：Typhus），是由立克次體引起的傳染病，可分為：流行性斑疹伤寒、丛林斑疹伤寒（恙蟲病）與地方性斑疹傷寒（鼠型斑疹伤寒）。症狀包括發燒、頭痛和皮疹。症狀通常在接觸病原體後一至兩週出現
傷寒由細菌感染引起。流行性斑疹傷寒是体虱傳播的立克次體引起的，叢林型斑疹傷寒是恙滿幼蟲傳播的恙蟲病立克次體引起的，鼠性斑疹傷寒是鼠蚤傳播的地方性斑疹傷寒立克次體引起的。
斑疹傷寒沒有疫苗。預防方法是避免接觸傳播疾病的生物。治療方法是使用四環素抗生素。流行性斑疹傷寒常於衛生環境差和擁擠的地方爆發，但現在已經少見了。叢林型斑疹傷寒可見於東南亞、日本和澳洲北部。鼠性斑疹傷寒見於熱帶和亞熱帶地區。
斑疹傷寒的記載至少可以追溯到1528年，源於希臘語typhus (τύφος) ，意指迷茫，用於形容患者受感染後的精神狀態。斑疹傷寒與傷寒是不同細菌引起的不同病症。

## 病理學

### 流行性斑疹傷寒
流行性斑疹伤寒，又稱人蝨型斑疹傷寒是由普氏立克次體（Rickettsia Prowazeki）引起的急性传染病，屬於“人—蝨—人”傳播的疾病，人是唯一的宿主，体虱是傳播媒介，常流行於冬季或寒帶地區。普氏立克次体在体虱胃肠道上皮细胞中生长繁殖，经體蝨粪便排出体外，人是經由揉擠蝨糞或壓擠蝨子入叮咬處或表皮傷口而感染，有頭痛、畏寒、虛脫、發燒和全身疼痛的現象，第五至六天會出現斑點，有顯著毒血症，約發燒二週後症狀迅速消失而恢復，死亡率約10%～40%。此病可能復發，但復發症狀較溫和。近年來，流行性斑疹傷寒的傳染已大為減少，主見於非洲
布里尔-津瑟病，又称复发性斑疹伤寒，是延迟发病的流行性斑疹伤寒。

### 地方性斑疹伤寒
地方性斑疹伤寒，又稱鼠型（或蚤型）斑疹傷寒，是一种自然疫源性疾病，是由莫氏立克次體（Rickettsia Mooseri），又稱斑疹傷寒立克次氏體（Rickettsia typhi）透過鼠蚤傳播的急性傳染病，印鼠客蚤是传播媒介，人是受害者。屬於“鼠蚤”传播循环，其臨床特徵與流行性斑疹傷寒相似，有頭痛、惡寒的情況，但病情輕、病程短，潛伏期為6～14日，死亡率極低。氯黴素及四環素為其特效藥物，病癒後的復發性低。地方型斑疹傷寒發病地區散佈於全球，多見於熱帶和亞熱帶地區。

## 流行
根據世界衛生組織資料，斑疹傷寒每年造成每百萬人中0.2人死亡。

### 20世纪大流行
第一次世界大战以及俄国内战期间，流行性斑疹伤寒造成苏俄境内200-300万人死亡（1918年-1922年），约2000-3000万人感染，是历史上致死人数最多的流行病之一。与此同时，在波兰和罗马尼亚也出现了疫情。此次大流行是近代史上斑疹伤寒最大规模的一次爆发。西方战线为士兵特意建立了“除虱站（Delousing station）”以应对疫情，但东方战线的疫情导致军队损失惨重，仅塞尔维亚就有15万人受感染死亡。总体病死率在10%-40%之间，且该流行病也成为当时相关医护人员死亡的主因。战俘营中也有大量死亡。